# Nowhere (album)
Nowhere – debiutancki album zespołu shoegaze’owego Ride, wydany 15 października 1990 roku przez Creation Records.
Płyta znalazła się na liście 1001 Albums You Must Hear Before You Die (1001 albumów, które musisz usłyszeć przed śmiercią). Pitchfork Media umieścił płytę na 74. miejscu najlepszych albumów lat 90.

## Lista utworów
Teksty i muzyka napisane przez Ride.
1. Seagull - 6:09
2. Kaleidoscope - 3:01
3. In a Different Place - 5:29
4. Polar Bear - 4:45
5. Dreams Burn Down - 6:04
6. Decay - 3:35
7. Paralysed - 5:34
8. Vapour Trail - 4:18

Utwory bonusowe
1. Taste - 3:17
2. Here And Now - 4:26
3. Nowhere - 5:23

## Twórcy
- Mark Gardener – wokal, gitara
- Andy Bell – wokal, gitara and pianino
- Steve Queralt – gitara basowa
- Laurence Colbert – perkusja

Personel
- Nagrane w Blackwing Studios, Londyn przez Marca Watermana
- Zmiksowane w Swanyard Studios, Londyn przez Alana Mouldera
- Zremasterowane w Abbey Road Studios, Londyn przez Ricka Webba
- Fotografia zespołu: Joe Dilworth
- Fotografia fali: Warren Bolster

## Notowania
- UK Albums Chart: 11[4]